# Schönfeld (Großrinderfeld)
Schönfeld (umgangssprachlich Schehfáld) ist einer von vier Ortsteilen der Gemeinde Großrinderfeld im Main-Tauber-Kreis in Baden-Württemberg.

## Geographie

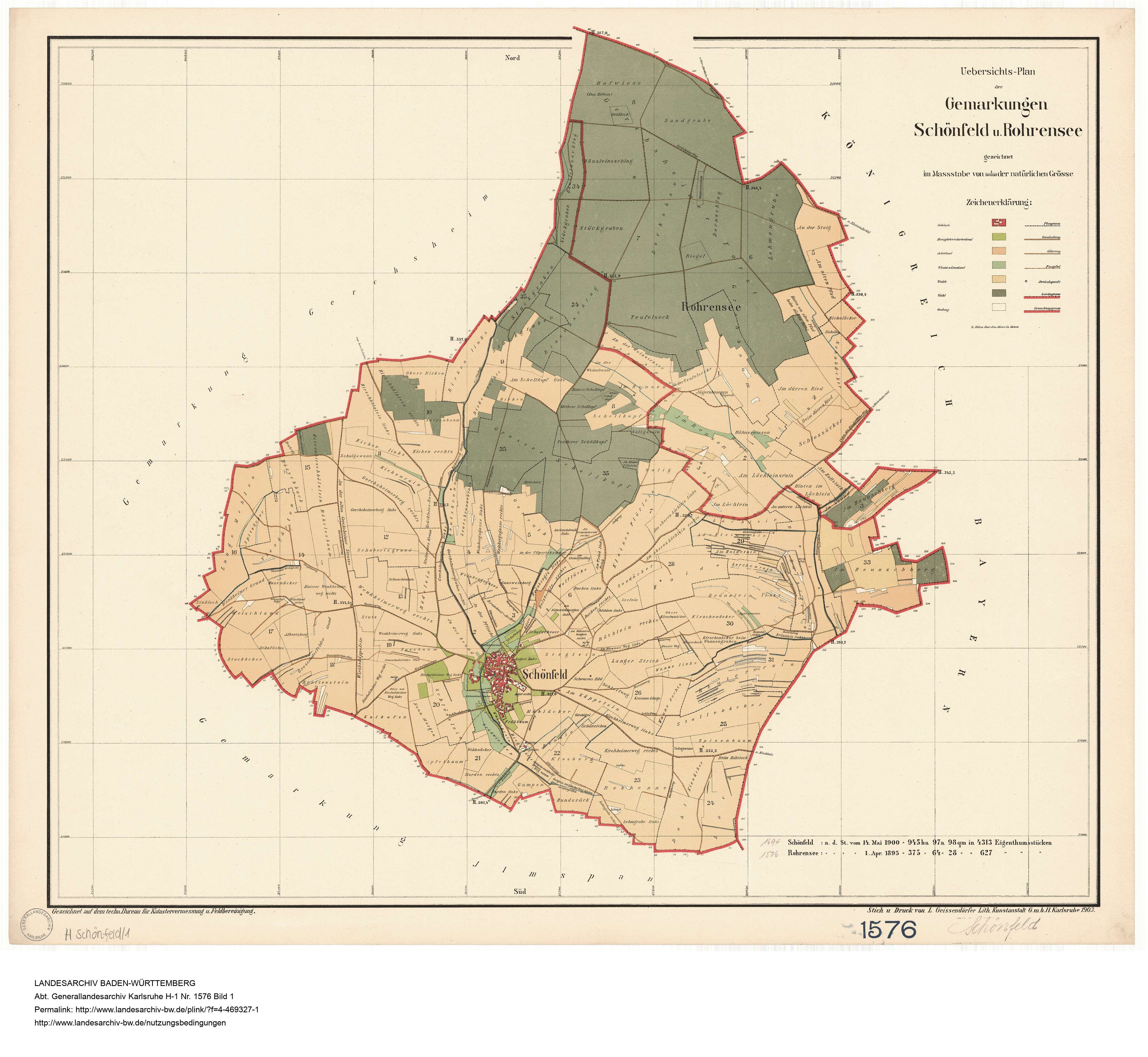
Gemarkung von Schönfeld im Jahre 1903 sowie die ehemals angrenzende Wüstung bzw. aufgegangene Gemarkung Rohrensee

Schönfeld liegt etwa sechs Kilometer östlich von Großrinderfeld. Etwa vier Kilometer nordwestlich liegt der Großrinderfelder Ortsteil Gerchsheim. Nach etwa einem Kilometer in südwestlicher Richtung folgt der Ortsteil Ilmspan.

## Geschichte
Im Jahre 1234 wurde der Ortsname erstmals urkundlich als Sconfeld (schönes Feld) erwähnt. Nachdem das ortseigene Adelsgeschlecht ausgestorben war, folgten die Herren von Wertheim als Lehensträger. Danach erhielt Kurmainz die Besitz- und Hoheitsrechte.
Am 1. Januar 1975 wurde Schönfeld im Zuge der Gebietsreform in Baden-Württemberg zu einem Teil von Großrinderfeld. Bis dahin war Schönfeld eine eigenständige Gemeinde.

## Bevölkerung

### Einwohnerentwicklung
Die Bevölkerung Schönfelds entwickelte sich wie folgt:
| Jahr | Gesamt |
| ---- | ------ |
| 1961 | 542    |
| 1970 | 551    |
| 2000 | 646    |
| 2016 | 655    |
| 2020 | 660    |

### Religionen
Die Einwohner Schönfelds sind überwiegend römisch-katholisch.

## Wappen
Das Schönfelder Wappen zeigt ein goldenes Pferd auf rotem Hintergrund.

## Kultur und Sehenswürdigkeiten

### Pfarrkirche St. Vitus
In der Ortsmitte von Schönfeld steht die römisch-katholische Pfarrkirche St. Vitus. Diese ist der Seelsorgeeinheit Großrinderfeld-Werbach des Dekanats Tauberbischofsheim zugeordnet.

### Schloss Schönfeld

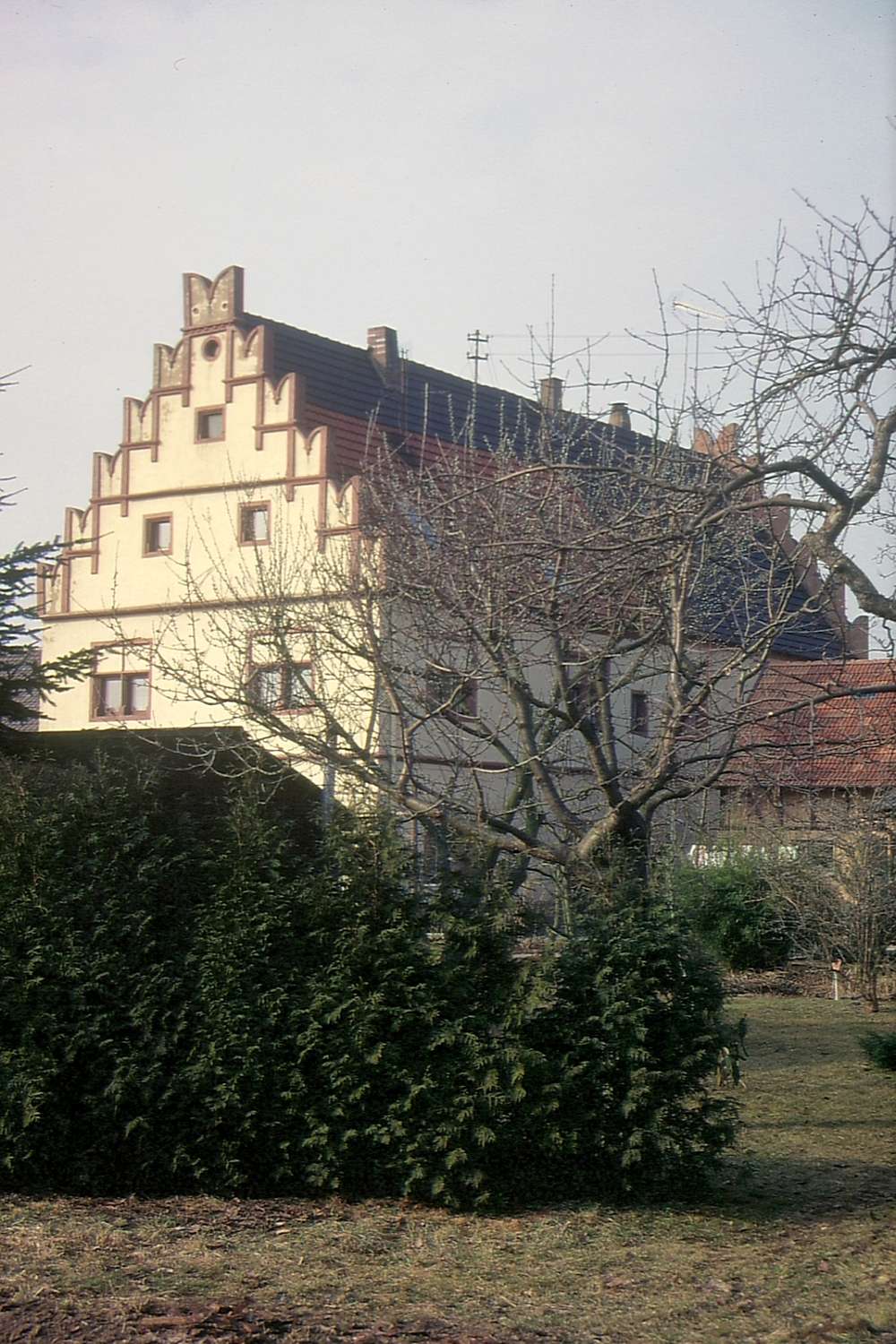
Schloss Schönfeld (1996)

Ein spätgotisches, aus zwei Gebäuden bestehendes Schlösschen aus dem Jahre 1376 befindet sich im Ort.